# Macrothumia kuhlmannii
Macrothumia kuhlmannii é uma das espécies de árvores nativas da Bahia, Espírito Santo e Minas Gerais, estados do Brasil, e é o único membro do género Macrothumia. Anteriormente classificada no género Banara na família Flacourtiaceae, análises filogenética baseadas em ADN indicam que esta espécie, juntamente com seus familiares próximos na Ahernia, Hasseltia e Pleuranthodendron estão melhor colocadas em uma ampla circunscrita Salicaceae. Macrothumia difere de seus parentes próximos por ter uma congestionado fascículo tipo inflorescência e grandes frutas (>3 cm de diâmetro). O nome do género é derivada da palavra grega μακροθυμία, que significa sofrimento contínuo e paciência duradoura.